# Liste der Gemeinden im Département Sarthe

Lage des Départements Sarthe

Das Département Sarthe liegt in der Region Pays de la Loire in Frankreich. Es untergliedert sich in drei Arrondissements mit 352 Gemeinden (frz. communes) (Stand 1. Januar 2025).
| Code INSEE | PLZ         | Gemeinde                      | Einwohner (Stand 1. Januar 2022) | Fläche in km² | Einwohner je km² | Kanton seit 30. März 2015 Kanton bis zum 29. März 2015 | Arrondissement | Gemeindeverband                       |
| ---------- | ----------- | ----------------------------- | -------------------------------- | ------------- | ---------------- | --- | -------------- | ------------------------------------- |
| 72001      | 72650       | Aigné                         | 1681                             | 12,59         | 134              | Le Mans-2 Le Mans-Nord-Ouest | Le Mans        | Le Mans Métropole                     |
| 72002      | 72600       | Aillières-Beauvoir            | 199                              | 15,07         | 13               | Mamers La Fresnaye-sur-Chédouet | Mamers         | Maine Saosnois                        |
| 72003      | 72700       | Allonnes                      | 10.740                           | 18,07         | 594              | Le Mans-7 Allonnes | Le Mans        | Le Mans Métropole                     |
| 72004      | 72540       | Amné                          | 569                              | 15,95         | 36               | Loué | La Flèche      | LBN Communauté                        |
| 72005      | 72610       | Ancinnes                      | 917                              | 27,21         | 34               | Sillé-le-Guillaume Saint-Paterne | Mamers         | Haute Sarthe Alpes Mancelles          |
| 72006      | 72610       | Arçonnay                      | 1897                             | 7,85          | 242              | Mamers Saint-Paterne | Mamers         | Alençon                               |
| 72007      | 72370       | Ardenay-sur-Mérize            | 499                              | 11,67         | 43               | Savigné-l’Évêque Montfort-le-Gesnois | Mamers         | Le Gesnois Bilurien                   |
| 72008      | 72230       | Arnage                        | 5463                             | 10,76         | 508              | Le Mans-6 Le Mans-Sud-Ouest | Le Mans        | Le Mans Métropole                     |
| 72009      | 72270       | Arthezé                       | 351                              | 8,65          | 41               | La Flèche Malicorne-sur-Sarthe | La Flèche      | Pays Fléchois                         |
| 72010      | 72430       | Asnières-sur-Vègre            | 337                              | 12,64         | 27               | Sablé-sur-Sarthe | La Flèche      | Pays Sabolien                         |
| 72011      | 72130       | Assé-le-Boisne                | 898                              | 28,39         | 32               | Sillé-le-Guillaume Fresnay-sur-Sarthe | Mamers         | Haute Sarthe Alpes Mancelles          |
| 72012      | 72170       | Assé-le-Riboul                | 478                              | 16,77         | 29               | Sillé-le-Guillaume Beaumont-sur-Sarthe | Mamers         | Haute Sarthe Alpes Mancelles          |
| 72013      | 72800       | Aubigné-Racan                 | 2131                             | 32,03         | 67               | Le Lude Mayet | La Flèche      | Sud Sarthe                            |
| 72016      | 72300       | Auvers-le-Hamon               | 1458                             | 47,83         | 30               | Sablé-sur-Sarthe | La Flèche      | Pays Sabolien                         |
| 72017      | 72540       | Auvers-sous-Montfaucon        | 229                              | 7,49          | 31               | Loué | La Flèche      | LBN Communauté                        |
| 72018      | 72260       | Avesnes-en-Saosnois           | 88                               | 5,68          | 15               | Mamers Marolles-les-Braults | Mamers         | Maine Saosnois                        |
| 72019      | 72350       | Avessé                        | 335                              | 18,72         | 18               | Loué Brûlon | La Flèche      | LBN Communauté                        |
| 72020      | 72400       | Avezé                         | 692                              | 20,81         | 33               | La Ferté-Bernard | Mamers         | Pays de l’Huisne Sarthoise            |
| 72021      | 72430       | Avoise                        | 572                              | 24,56         | 23               | Sablé-sur-Sarthe | La Flèche      | Pays Sabolien                         |
| 72023      | 72290       | Ballon-Saint Mars             | 2270                             | 31,61         | 72               | Bonnétable Ballon | Le Mans        | Maine Cœur de Sarthe                  |
| 72025      | 72200       | Bazouges Cré sur Loir         | 1946                             | 47,09         | 41               | La Flèche | La Flèche      | Pays Fléchois                         |
| 72026      | 72110       | Beaufay                       | 1523                             | 23,87         | 64               | Bonnétable Ballon | Mamers         | Maine Saosnois                        |
| 72028      | 72500       | Beaumont-Pied-de-Bœuf         | 476                              | 24,68         | 19               | Montval-sur-Loir Château-du-Loir | La Flèche      | Loir-Lucé-Bercé                       |
| 72027      | 72340       | Beaumont-sur-Dême             | 329                              | 13,49         | 24               | Montval-sur-Loir La Chartre-sur-le-Loir | La Flèche      | Loir-Lucé-Bercé                       |
| 72029      | 72170       | Beaumont-sur-Sarthe           | 1974                             | 6,64          | 297              | Sillé-le-Guillaume Beaumont-sur-Sarthe | Mamers         | Haute Sarthe Alpes Mancelles          |
| 72031      | 72160       | Beillé                        | 543                              | 8,48          | 64               | La Ferté-Bernard Tuffé | Mamers         | Pays de l’Huisne Sarthoise            |
| 72032      | 72320       | Berfay                        | 334                              | 18,28         | 18               | Saint-Calais Vibraye | Mamers         | Vallées de la Braye et de l’Anille    |
| 72219      | 72240       | Bernay-Neuvy-en-Champagne     | 768                              | 25,13         | 31               | Loué | Mamers         | Champagne Conlinoise et Pays de Sillé |
| 72034      | 72610       | Bérus                         | 434                              | 6,73          | 64               | Sillé-le-Guillaume Saint-Paterne | Mamers         | Haute Sarthe Alpes Mancelles          |
| 72035      | 72310       | Bessé-sur-Braye               | 2025                             | 20,60         | 98               | Saint-Calais | Mamers         | Vallées de la Braye et de l’Anille    |
| 72036      | 72610       | Béthon                        | 306                              | 3,85          | 79               | Sillé-le-Guillaume Saint-Paterne | Mamers         | Haute Sarthe Alpes Mancelles          |
| 72037      | 72600       | Blèves                        | 129                              | 2,04          | 63               | Mamers La Fresnaye-sur-Chédouet | Mamers         | Maine Saosnois                        |
| 72038      | 72400       | Boëssé-le-Sec                 | 534                              | 11,76         | 45               | La Ferté-Bernard Tuffé | Mamers         | Pays de l’Huisne Sarthoise            |
| 72039      | 72110       | Bonnétable                    | 3721                             | 40,08         | 93               | Bonnétable | Mamers         | Maine Saosnois                        |
| 72041      | 72390       | Bouër                         | 352                              | 12,00         | 29               | La Ferté-Bernard Tuffé | Mamers         | Pays de l’Huisne Sarthoise            |
| 72042      | 72440       | Bouloire                      | 2121                             | 26,77         | 79               | Saint-Calais Bouloire | Mamers         | Le Gesnois Bilurien                   |
| 72043      | 72610       | Bourg-le-Roi                  | 335                              | 0,36          | 931              | Sillé-le-Guillaume Saint-Paterne | Mamers         | Haute Sarthe Alpes Mancelles          |
| 72044      | 72270       | Bousse                        | 431                              | 12,02         | 36               | La Flèche Malicorne-sur-Sarthe | La Flèche      | Pays Fléchois                         |
| 72045      | 72550       | Brains-sur-Gée                | 781                              | 15,90         | 49               | Loué | La Flèche      | LBN Communauté                        |
| 72047      | 72250       | Brette-les-Pins               | 2127                             | 14,51         | 147              | Changé Écommoy | Le Mans        | Sud Est Manceau                       |
| 72048      | 72110       | Briosne-lès-Sables            | 537                              | 9,85          | 55               | Bonnétable | Mamers         | Maine Saosnois                        |
| 72050      | 72350       | Brûlon                        | 1525                             | 16,27         | 94               | Loué Brûlon | La Flèche      | LBN Communauté                        |
| 72051      | 72330       | Cérans-Foulletourte           | 3365                             | 32,52         | 103              | Le Lude Pontvallain | La Flèche      | Val de Sarthe                         |
| 72052      | 72340       | Chahaignes                    | 668                              | 22,83         | 29               | Montval-sur-Loir La Chartre-sur-le-Loir | La Flèche      | Loir-Lucé-Bercé                       |
| 72053      | 72250       | Challes                       | 1161                             | 25,83         | 45               | Changé Le Mans-Est-Campagne | Le Mans        | Sud Est Manceau                       |
| 72054      | 72470       | Champagné                     | 3680                             | 13,94         | 264              | Changé Montfort-le-Gesnois | Le Mans        | Le Mans Métropole                     |
| 72056      | 72610       | Champfleur                    | 1303                             | 13,14         | 99               | Mamers Saint-Paterne | Mamers         | Alençon                               |
| 72057      | 72320       | Champrond                     | 68                               | 5,98          | 11               | Saint-Calais Montmirail | Mamers         | Pays de l’Huisne Sarthoise            |
| 72058      | 72560       | Changé                        | 6803                             | 35,06         | 194              | Changé Le Mans-Est-Campagne | Le Mans        | Sud Est Manceau                       |
| 72059      | 72430       | Chantenay-Villedieu           | 816                              | 27,74         | 29               | Loué Brûlon | La Flèche      | LBN Communauté                        |
| 72070      | 72540       | Chassillé                     | 250                              | 7,27          | 34               | Loué | La Flèche      | LBN Communauté                        |
| 72072      | 72510       | Château-l’Hermitage           | 255                              | 9,39          | 27               | Le Lude Pontvallain | La Flèche      | Sud Sarthe                            |
| 72073      | 72550       | Chaufour-Notre-Dame           | 1164                             | 11,19         | 104              | Le Mans-7 Allonnes | Le Mans        | Le Mans Métropole                     |
| 72074      | 72540       | Chemiré-en-Charnie            | 213                              | 11,47         | 19               | Loué | La Flèche      | LBN Communauté                        |
| 72075      | 72210       | Chemiré-le-Gaudin             | 996                              | 22,79         | 44               | La Suze-sur-Sarthe | La Flèche      | Val de Sarthe                         |
| 72076      | 72610       | Chenay                        | 259                              | 2,16          | 120              | Mamers La Fresnaye-sur-Chédouet | Mamers         | Alençon                               |
| 72077      | 72500       | Chenu                         | 436                              | 30,56         | 14               | Le Lude | La Flèche      | Sud Sarthe                            |
| 72078      | 72170       | Chérancé                      | 353                              | 10,38         | 34               | Sillé-le-Guillaume Beaumont-sur-Sarthe | Mamers         | Haute Sarthe Alpes Mancelles          |
| 72079      | 72610       | Chérisay                      | 308                              | 7,99          | 39               | Sillé-le-Guillaume Saint-Paterne | Mamers         | Haute Sarthe Alpes Mancelles          |
| 72080      | 72400       | Cherré-Au                     | 2746                             | 30,37         | 90               | La Ferté-Bernard | Mamers         | Pays de l’Huisne Sarthoise            |
| 72083      | 72350       | Chevillé                      | 357                              | 14,23         | 25               | Loué Brûlon | La Flèche      | LBN Communauté                        |
| 72084      | 72200       | Clermont-Créans               | 1276                             | 17,82         | 72               | La Flèche | La Flèche      | Pays Fléchois                         |
| 72085      | 72310       | Cogners                       | 177                              | 13,60         | 13               | Saint-Calais | Mamers         | Vallées de la Braye et de l’Anille    |
| 72086      | 72600       | Commerveil                    | 138                              | 5,64          | 24               | Mamers | Mamers         | Maine Saosnois                        |
| 72087      | 72120       | Conflans-sur-Anille           | 460                              | 30,80         | 15               | Saint-Calais | Mamers         | Vallées de la Braye et de l’Anille    |
| 72088      | 72290       | Congé-sur-Orne                | 320                              | 11,24         | 28               | Mamers Marolles-les-Braults | Mamers         | Maine Saosnois                        |
| 72089      | 72240       | Conlie                        | 1828                             | 17,16         | 107              | Loué Conlie | Mamers         | Champagne Conlinoise et Pays de Sillé |
| 72090      | 72160       | Connerré                      | 2838                             | 16,60         | 171              | Savigné-l’Évêque Montfort-le-Gesnois | Mamers         | Le Gesnois Bilurien                   |
| 72091      | 72600       | Contilly                      | 135                              | 12,48         | 11               | Mamers | Mamers         | Maine Saosnois                        |
| 72093      | 72400       | Cormes                        | 886                              | 19,00         | 47               | La Ferté-Bernard | Mamers         | Pays de l’Huisne Sarthoise            |
| 72094      | 72440       | Coudrecieux                   | 638                              | 24,27         | 26               | Saint-Calais Bouloire | Mamers         | Le Gesnois Bilurien                   |
| 72095      | 72190       | Coulaines                     | 8049                             | 3,93          | 2048             | Le Mans-4 Le Mans-Nord-Campagne | Le Mans        | Le Mans Métropole                     |
| 72096      | 72550       | Coulans-sur-Gée               | 1619                             | 27,48         | 59               | Loué | La Flèche      | LBN Communauté                        |
| 72098      | 72800       | Coulongé                      | 512                              | 15,05         | 34               | Le Lude Mayet | La Flèche      | Sud Sarthe                            |
| 72099      | 72290       | Courcebœufs                   | 641                              | 16,83         | 38               | Bonnétable Ballon | Le Mans        | Maine Cœur de Sarthe                  |
| 72100      | 72270       | Courcelles-la-Forêt           | 403                              | 19,60         | 21               | La Flèche Malicorne-sur-Sarthe | La Flèche      | Pays Fléchois                         |
| 72101      | 72110       | Courcemont                    | 670                              | 19,26         | 35               | Bonnétable Ballon | Mamers         | Maine Saosnois                        |
| 72102      | 72110       | Courcival                     | 83                               | 8,94          | 9                | Bonnétable | Mamers         | Maine Saosnois                        |
| 72103      | 72150       | Courdemanche                  | 614                              | 24,02         | 26               | Montval-sur-Loir Le Grand-Lucé | La Flèche      | Loir-Lucé-Bercé                       |
| 72104      | 72260       | Courgains                     | 585                              | 14,66         | 40               | Mamers Marolles-les-Braults | Mamers         | Maine Saosnois                        |
| 72105      | 72320       | Courgenard                    | 460                              | 11,32         | 41               | Saint-Calais Montmirail | Mamers         | Pays de l’Huisne Sarthoise            |
| 72106      | 72300       | Courtillers                   | 910                              | 7,24          | 126              | Sablé-sur-Sarthe | La Flèche      | Pays Sabolien                         |
| 72107      | 72540       | Crannes-en-Champagne          | 341                              | 11,97         | 28               | Loué | La Flèche      | LBN Communauté                        |
| 72109      | 72140       | Crissé                        | 544                              | 20,83         | 26               | Sillé-le-Guillaume | Mamers         | Champagne Conlinoise et Pays de Sillé |
| 72110      | 72200       | Crosmières                    | 993                              | 20,45         | 49               | La Flèche | La Flèche      | Pays Fléchois                         |
| 72111      | 72240       | Cures                         | 490                              | 11,50         | 43               | Loué Conlie | Mamers         | Champagne Conlinoise et Pays de Sillé |
| 72112      | 72260       | Dangeul                       | 482                              | 13,64         | 35               | Mamers Marolles-les-Braults | Mamers         | Maine Saosnois                        |
| 72113      | 72550       | Degré                         | 746                              | 9,83          | 76               | Loué Conlie | Mamers         | Champagne Conlinoise et Pays de Sillé |
| 72114      | 72400       | Dehault                       | 250                              | 8,94          | 28               | La Ferté-Bernard | Mamers         | Pays de l’Huisne Sarthoise            |
| 72115      | 72500       | Dissay-sous-Courcillon        | 942                              | 34,92         | 27               | Montval-sur-Loir Château-du-Loir | La Flèche      | Loir-Lucé-Bercé                       |
| 72118      | 72390       | Dollon                        | 1433                             | 25,33         | 57               | Saint-Calais Vibraye | Mamers         | Vallées de la Braye et de l’Anille    |
| 72119      | 72240       | Domfront-en-Champagne         | 1062                             | 20,97         | 51               | Loué Conlie | Mamers         | Champagne Conlinoise et Pays de Sillé |
| 72120      | 72170       | Doucelles                     | 225                              | 4,48          | 50               | Sillé-le-Guillaume Beaumont-sur-Sarthe | Mamers         | Haute Sarthe Alpes Mancelles          |
| 72121      | 72590       | Douillet                      | 318                              | 18,99         | 17               | Sillé-le-Guillaume Fresnay-sur-Sarthe | Mamers         | Haute Sarthe Alpes Mancelles          |
| 72122      | 72160       | Duneau                        | 1076                             | 12,82         | 84               | La Ferté-Bernard Tuffé | Mamers         | Pays de l’Huisne Sarthoise            |
| 72123      | 72270       | Dureil                        | 61                               | 7,96          | 8                | Sablé-sur-Sarthe Malicorne-sur-Sarthe | La Flèche      | Pays Sabolien                         |
| 72124      | 72220       | Écommoy                       | 4818                             | 28,50         | 169              | Écommoy | Le Mans        | Orée de Bercé-Belinois                |
| 72125      | 72120       | Écorpain                      | 304                              | 21,26         | 14               | Saint-Calais | Mamers         | Vallées de la Braye et de l’Anille    |
| 72126      | 72540       | Épineu-le-Chevreuil           | 290                              | 14,70         | 20               | Loué | La Flèche      | LBN Communauté                        |
| 72127      | 72700       | Étival-lès-le-Mans            | 1852                             | 10,34         | 179              | La Suze-sur-Sarthe | La Flèche      | Val de Sarthe                         |
| 72129      | 72470       | Fatines                       | 905                              | 5,44          | 166              | Savigné-l’Évêque Montfort-le-Gesnois | Mamers         | Le Mans Métropole                     |
| 72130      | 72550       | Fay                           | 736                              | 9,48          | 78               | Le Mans-7 Allonnes | Le Mans        | Le Mans Métropole                     |
| 72131      | 72430       | Fercé-sur-Sarthe              | 577                              | 12,11         | 48               | La Suze-sur-Sarthe | La Flèche      | Val de Sarthe                         |
| 72133      | 72210       | Fillé                         | 1543                             | 10,07         | 153              | La Suze-sur-Sarthe | La Flèche      | Val de Sarthe                         |
| 72134      | 72500       | Flée                          | 525                              | 17,54         | 30               | Montval-sur-Loir Château-du-Loir | La Flèche      | Loir-Lucé-Bercé                       |
| 72136      | 72350       | Fontenay-sur-Vègre            | 309                              | 11,46         | 27               | Loué Brûlon | La Flèche      | LBN Communauté                        |
| 72138      | 72130       | Fresnay-sur-Sarthe            | 2909                             | 29,20         | 100              | Sillé-le-Guillaume | Mamers         | Haute Sarthe Alpes Mancelles          |
| 72139      | 72610       | Fyé                           | 995                              | 16,31         | 61               | Sillé-le-Guillaume Saint-Paterne | Mamers         | Haute Sarthe Alpes Mancelles          |
| 72141      | 72130       | Gesnes-le-Gandelin            | 889                              | 12,88         | 69               | Sillé-le-Guillaume Saint-Paterne | Mamers         | Haute Sarthe Alpes Mancelles          |
| 72142      | 72610       | Grandchamp                    | 141                              | 5,38          | 26               | Sillé-le-Guillaume Saint-Paterne | Mamers         | Haute Sarthe Alpes Mancelles          |
| 72144      | 72320       | Gréez-sur-Roc                 | 339                              | 25,38         | 13               | Saint-Calais Montmirail | Mamers         | Pays de l’Huisne Sarthoise            |
| 72146      | 72230       | Guécélard                     | 3200                             | 12,18         | 263              | La Suze-sur-Sarthe | La Flèche      | Val de Sarthe                         |
| 72148      | 72110       | Jauzé                         | 80                               | 5,68          | 14               | Bonnétable | Mamers         | Maine Saosnois                        |
| 72149      | 72540       | Joué-en-Charnie               | 597                              | 23,53         | 25               | Loué | La Flèche      | LBN Communauté                        |
| 72150      | 72380       | Joué-l’Abbé                   | 1275                             | 10,39         | 123              | Bonnétable Ballon | Le Mans        | Maine Cœur de Sarthe                  |
| 72151      | 72300       | Juigné-sur-Sarthe             | 1142                             | 20,66         | 55               | Sablé-sur-Sarthe | La Flèche      | Pays Sabolien                         |
| 72152      | 72170       | Juillé                        | 412                              | 5,72          | 72               | Sillé-le-Guillaume Beaumont-sur-Sarthe | Mamers         | Haute Sarthe Alpes Mancelles          |
| 72153      | 72500       | Jupilles                      | 552                              | 26,41         | 21               | Montval-sur-Loir Château-du-Loir | La Flèche      | Loir-Lucé-Bercé                       |
| 72024      | 72650       | La Bazoge                     | 3748                             | 22,87         | 164              | Bonnétable Le Mans-Nord-Ouest | Le Mans        | Maine Cœur de Sarthe                  |
| 72040      | 72400       | La Bosse                      | 153                              | 10,75         | 14               | La Ferté-Bernard Tuffé | Mamers         | Pays de l’Huisne Sarthoise            |
| 72049      | 72500       | La Bruère-sur-Loir            | 250                              | 11,47         | 22               | Le Lude | La Flèche      | Sud Sarthe                            |
| 72060      | 72800       | La Chapelle-aux-Choux         | 282                              | 14,43         | 20               | Le Lude | La Flèche      | Sud Sarthe                            |
| 72061      | 72300       | La Chapelle-d’Aligné          | 1725                             | 33,04         | 52               | La Flèche | La Flèche      | Pays Fléchois                         |
| 72062      | 72400       | La Chapelle-du-Bois           | 779                              | 16,53         | 47               | La Ferté-Bernard | Mamers         | Pays de l’Huisne Sarthoise            |
| 72064      | 72310       | La Chapelle-Huon              | 517                              | 18,65         | 28               | Saint-Calais | Mamers         | Vallées de la Braye et de l’Anille    |
| 72065      | 72650       | La Chapelle-Saint-Aubin       | 2252                             | 5,93          | 380              | Le Mans-2 Le Mans-Nord-Ouest | Le Mans        | Le Mans Métropole                     |
| 72066      | 72240       | La Chapelle-Saint-Fray        | 421                              | 6,38          | 66               | Loué Conlie | Mamers         | Champagne Conlinoise et Pays de Sillé |
| 72067      | 72160       | La Chapelle-Saint-Rémy        | 998                              | 19,20         | 52               | La Ferté-Bernard Tuffé | Mamers         | Pays de l’Huisne Sarthoise            |
| 72068      | 72340       | La Chartre-sur-le-Loir        | 1370                             | 8,30          | 165              | Montval-sur-Loir La Chartre-sur-le-Loir | La Flèche      | Loir-Lucé-Bercé                       |
| 72132      | 72400       | La Ferté-Bernard              | 8769                             | 14,96         | 586              | La Ferté-Bernard | Mamers         | Pays de l’Huisne Sarthoise            |
| 72154      | 72200       | La Flèche                     | 15.081                           | 74,21         | 203              | La Flèche | La Flèche      | Pays Fléchois                         |
| 72135      | 72330       | La Fontaine-Saint-Martin      | 600                              | 13,72         | 44               | Le Lude Pontvallain | La Flèche      | Pays Fléchois                         |
| 72147      | 72380       | La Guierche                   | 1285                             | 7,88          | 163              | Bonnétable Ballon | Le Mans        | Maine Cœur de Sarthe                  |
| 72198      | 72650       | La Milesse                    | 2631                             | 10,41         | 253              | Le Mans-2 Le Mans-Nord-Ouest | Le Mans        | Le Mans Métropole                     |
| 72249      | 72550       | La Quinte                     | 805                              | 8,81          | 91               | Loué Conlie | Mamers         | Champagne Conlinoise et Pays de Sillé |
| 72346      | 72210       | La Suze-sur-Sarthe            | 4628                             | 21,40         | 216              | La Suze-sur-Sarthe | La Flèche      | Val de Sarthe                         |
| 72155      | 72220       | Laigné-Saint-Gervais          | 4260                             | 22,25         | 191              | Écommoy | Le Mans        | Orée de Bercé-Belinois                |
| 72156      | 72320       | Lamnay                        | 920                              | 22,09         | 42               | Saint-Calais Montmirail | Mamers         | Pays de l’Huisne Sarthoise            |
| 72157      | 72240       | Lavardin                      | 695                              | 7,63          | 91               | Loué Conlie | Mamers         | Champagne Conlinoise et Pays de Sillé |
| 72158      | 72390       | Lavaré                        | 817                              | 22,88         | 36               | Saint-Calais Vibraye | Mamers         | Vallées de la Braye et de l’Anille    |
| 72160      | 72500       | Lavernat                      | 585                              | 22,64         | 26               | Montval-sur-Loir Mayet | La Flèche      | Loir-Lucé-Bercé                       |
| 72022      | 72200       | Le Bailleul                   | 1217                             | 27,46         | 44               | Sablé-sur-Sarthe Malicorne-sur-Sarthe | La Flèche      | Pays Sabolien                         |
| 72046      | 72370       | Le Breil-sur-Mérize           | 1562                             | 18,35         | 85               | Savigné-l’Évêque Montfort-le-Gesnois | Mamers         | Le Gesnois Bilurien                   |
| 72143      | 72150       | Le Grand-Lucé                 | 1941                             | 27,26         | 71               | Montval-sur-Loir Le Grand-Lucé | La Flèche      | Loir-Lucé-Bercé                       |
| 72145      | 72140       | Le Grez                       | 384                              | 7,45          | 52               | Sillé-le-Guillaume | Mamers         | Champagne Conlinoise et Pays de Sillé |
| 72172      | 72390       | Le Luart                      | 1454                             | 12,23         | 119              | La Ferté-Bernard Tuffé | Mamers         | Pays de l’Huisne Sarthoise            |
| 72176      | 72800       | Le Lude                       | 4016                             | 68,36         | 59               | Le Lude | La Flèche      | Sud Sarthe                            |
| 72181      | 72000       | Le Mans                       | 145.182                          | 52,81         | 2749             | Le Mans-1 Le Mans-2 Le Mans-3 Le Mans-4 Le Mans-5 Le Mans-6 Le Mans-7 Le Mans-Centre Le Mans-Est-Campagne Le Mans-Nord-Campagne Le Mans-Nord-Ouest Le Mans-Nord-Ville Le Mans-Ouest Le Mans-Sud-Est Le Mans-Sud-Ouest Le Mans-Ville-Est | Le Mans        | Le Mans Métropole                     |
| 72362      | 72170       | Le Tronchet                   | 169                              | 3,89          | 43               | Sillé-le-Guillaume Beaumont-sur-Sarthe | Mamers         | Haute Sarthe Alpes Mancelles          |
| 72015      | 72600       | Les Aulneaux                  | 107                              | 8,17          | 13               | Mamers La Fresnaye-sur-Chédouet | Mamers         | Maine Saosnois                        |
| 72192      | 72260       | Les Mées                      | 105                              | 6,80          | 15               | Mamers | Mamers         | Maine Saosnois                        |
| 72161      | 72340       | Lhomme                        | 938                              | 18,32         | 51               | Montval-sur-Loir La Chartre-sur-le-Loir | La Flèche      | Loir-Lucé-Bercé                       |
| 72163      | 72270       | Ligron                        | 484                              | 13,48         | 36               | La Flèche Malicorne-sur-Sarthe | La Flèche      | Pays Fléchois                         |
| 72164      | 72610       | Livet-en-Saosnois             | 65                               | 1,60          | 41               | Sillé-le-Guillaume Saint-Paterne | Mamers         | Haute Sarthe Alpes Mancelles          |
| 72262      | 72310 72340 | Loir en Vallée                | 2052                             | 64,76         | 32               | Montval-sur-Loir La Chartre-sur-le-Loir | La Flèche      | Loir-Lucé-Bercé                       |
| 72165      | 72450       | Lombron                       | 1937                             | 24,11         | 80               | Savigné-l’Évêque Montfort-le-Gesnois | Mamers         | Le Gesnois Bilurien                   |
| 72166      | 72540       | Longnes                       | 295                              | 6,40          | 46               | Loué | La Flèche      | LBN Communauté                        |
| 72167      | 72300       | Louailles                     | 703                              | 10,49         | 67               | Sablé-sur-Sarthe | La Flèche      | Pays Sabolien                         |
| 72168      | 72540       | Loué                          | 2100                             | 15,85         | 132              | Loué | La Flèche      | LBN Communauté                        |
| 72169      | 72210       | Louplande                     | 1496                             | 18,47         | 81               | La Suze-sur-Sarthe | La Flèche      | Val de Sarthe                         |
| 72170      | 72600       | Louvigny                      | 175                              | 8,71          | 20               | Mamers | Mamers         | Maine Saosnois                        |
| 72171      | 72600       | Louzes                        | 104                              | 8,24          | 13               | Mamers La Fresnaye-sur-Chédouet | Mamers         | Maine Saosnois                        |
| 72173      | 72500       | Luceau                        | 1233                             | 18,77         | 66               | Montval-sur-Loir Château-du-Loir | La Flèche      | Loir-Lucé-Bercé                       |
| 72174      | 72290       | Lucé-sous-Ballon              | 105                              | 6,78          | 15               | Mamers Marolles-les-Braults | Mamers         | Maine Saosnois                        |
| 72175      | 72800       | Luché-Pringé                  | 1524                             | 49,39         | 31               | Le Lude | La Flèche      | Sud Sarthe                            |
| 72177      | 72210       | Maigné                        | 336                              | 11,50         | 29               | Loué Brûlon | La Flèche      | LBN Communauté                        |
| 72178      | 72440       | Maisoncelles                  | 197                              | 11,10         | 18               | Saint-Calais Bouloire | Mamers         | Le Gesnois Bilurien                   |
| 72179      | 72270       | Malicorne-sur-Sarthe          | 1881                             | 15,13         | 124              | La Suze-sur-Sarthe Malicorne-sur-Sarthe | La Flèche      | Val de Sarthe                         |
| 72180      | 72600       | Mamers                        | 5080                             | 5,05          | 1006             | Mamers | Mamers         | Maine Saosnois                        |
| 72182      | 72510       | Mansigné                      | 1550                             | 36,31         | 43               | Le Lude Pontvallain | La Flèche      | Sud Sarthe                            |
| 72183      | 72340       | Marçon                        | 1063                             | 30,05         | 35               | Montval-sur-Loir La Chartre-sur-le-Loir | La Flèche      | Loir-Lucé-Bercé                       |
| 72184      | 72540       | Mareil-en-Champagne           | 346                              | 7,97          | 43               | Loué Brûlon | La Flèche      | LBN Communauté                        |
| 72185      | 72200       | Mareil-sur-Loir               | 658                              | 11,83         | 56               | La Flèche | La Flèche      | Pays Fléchois                         |
| 72186      | 72170       | Maresché                      | 879                              | 15,01         | 59               | Sillé-le-Guillaume Beaumont-sur-Sarthe | Mamers         | Haute Sarthe Alpes Mancelles          |
| 72187      | 72220       | Marigné-Laillé                | 1618                             | 32,73         | 49               | Écommoy | Le Mans        | Orée de Bercé-Belinois                |
| 72189      | 72260       | Marolles-les-Braults          | 2038                             | 24,19         | 84               | Mamers | Mamers         | Maine Saosnois                        |
| 72190      | 72120       | Marolles-lès-Saint-Calais     | 287                              | 12,15         | 24               | Saint-Calais | Mamers         | Vallées de la Braye et de l’Anille    |
| 72188      | 72600       | Marollette                    | 159                              | 5,70          | 28               | Mamers | Mamers         | Maine Saosnois                        |
| 72191      | 72360       | Mayet                         | 3186                             | 53,96         | 59               | Le Lude Mayet | La Flèche      | Sud Sarthe                            |
| 72193      | 72320       | Melleray                      | 446                              | 25,90         | 17               | Saint-Calais Montmirail | Mamers         | Pays de l’Huisne Sarthoise            |
| 72194      | 72170       | Meurcé                        | 272                              | 6,16          | 44               | Mamers Marolles-les-Braults | Mamers         | Maine Saosnois                        |
| 72195      | 72270       | Mézeray                       | 1853                             | 32,95         | 56               | La Suze-sur-Sarthe Malicorne-sur-Sarthe | La Flèche      | Val de Sarthe                         |
| 72197      | 72240       | Mézières-sous-Lavardin        | 679                              | 15,31         | 44               | Loué Conlie | Mamers         | Champagne Conlinoise et Pays de Sillé |
| 72196      | 72290       | Mézières-sur-Ponthouin        | 735                              | 17,88         | 41               | Mamers Marolles-les-Braults | Mamers         | Maine Saosnois                        |
| 72199      | 72170       | Moitron-sur-Sarthe            | 266                              | 10,32         | 26               | Sillé-le-Guillaume Fresnay-sur-Sarthe | Mamers         | Haute Sarthe Alpes Mancelles          |
| 72200      | 72230       | Moncé-en-Belin                | 3699                             | 17,49         | 211              | Écommoy | Le Mans        | Orée de Bercé-Belinois                |
| 72201      | 72260       | Moncé-en-Saosnois             | 234                              | 8,81          | 27               | Mamers Marolles-les-Braults | Mamers         | Maine Saosnois                        |
| 72202      | 72260       | Monhoudou                     | 207                              | 7,52          | 28               | Mamers Marolles-les-Braults | Mamers         | Maine Saosnois                        |
| 72204      | 72120       | Montaillé                     | 517                              | 30,18         | 17               | Saint-Calais | Mamers         | Vallées de la Braye et de l’Anille    |
| 72205      | 72380       | Montbizot                     | 1833                             | 11,38         | 161              | Bonnétable Ballon | Le Mans        | Maine Cœur de Sarthe                  |
| 72241      | 72450       | Montfort-le-Gesnois           | 2928                             | 18,74         | 156              | Savigné-l’Évêque Montfort-le-Gesnois | Mamers         | Le Gesnois Bilurien                   |
| 72208      | 72320       | Montmirail                    | 369                              | 12,53         | 29               | Saint-Calais Montmirail | Mamers         | Pays de l’Huisne Sarthoise            |
| 72209      | 72130       | Montreuil-le-Chétif           | 313                              | 14,64         | 21               | Sillé-le-Guillaume Fresnay-sur-Sarthe | Mamers         | Haute Sarthe Alpes Mancelles          |
| 72210      | 72150       | Montreuil-le-Henri            | 299                              | 14,39         | 21               | Montval-sur-Loir Le Grand-Lucé | La Flèche      | Loir-Lucé-Bercé                       |
| 72211      | 72140       | Mont-Saint-Jean               | 633                              | 42,31         | 15               | Sillé-le-Guillaume | Mamers         | Champagne Conlinoise et Pays de Sillé |
| 72071      | 72500       | Montval-sur-Loir              | 5707                             | 26,99         | 211              | Montval-sur-Loir | La Flèche      | Loir-Lucé-Bercé                       |
| 72212      | 72130       | Moulins-le-Carbonnel          | 697                              | 16,31         | 43               | Sillé-le-Guillaume Saint-Paterne | Mamers         | Haute Sarthe Alpes Mancelles          |
| 72213      | 72230       | Mulsanne                      | 5299                             | 15,25         | 347              | Écommoy | Le Mans        | Le Mans Métropole                     |
| 72214      | 72260       | Nauvay                        | 12                               | 2,71          | 4                | Mamers Marolles-les-Braults | Mamers         | Maine Saosnois                        |
| 72215      | 72600       | Neufchâtel-en-Saosnois        | 1023                             | 23,41         | 44               | Mamers La Fresnaye-sur-Chédouet | Mamers         | Maine Saosnois                        |
| 72216      | 72240       | Neuvillalais                  | 593                              | 18,86         | 31               | Loué Conlie | Mamers         | Champagne Conlinoise et Pays de Sillé |
| 72217      | 72190       | Neuville-sur-Sarthe           | 2463                             | 22,94         | 107              | Bonnétable Le Mans-Nord-Campagne | Le Mans        | Maine Cœur de Sarthe                  |
| 72218      | 72140       | Neuvillette-en-Charnie        | 302                              | 14,54         | 21               | Sillé-le-Guillaume | Mamers         | Champagne Conlinoise et Pays de Sillé |
| 72220      | 72110       | Nogent-le-Bernard             | 876                              | 30,26         | 29               | Bonnétable | Mamers         | Maine Saosnois                        |
| 72221      | 72500       | Nogent-sur-Loir               | 361                              | 10,81         | 33               | Montval-sur-Loir Château-du-Loir | La Flèche      | Loir-Lucé-Bercé                       |
| 72232      | 72300       | Notre-Dame-du-Pé              | 707                              | 7,75          | 91               | Sablé-sur-Sarthe | La Flèche      | Pays Sabolien                         |
| 72222      | 72260       | Nouans                        | 255                              | 9,96          | 26               | Mamers Marolles-les-Braults | Mamers         | Maine Saosnois                        |
| 72223      | 72430       | Noyen-sur-Sarthe              | 2585                             | 43,58         | 59               | Loué Malicorne-sur-Sarthe | La Flèche      | LBN Communauté                        |
| 72224      | 72370       | Nuillé-le-Jalais              | 529                              | 5,82          | 91               | Savigné-l’Évêque Montfort-le-Gesnois | Mamers         | Le Gesnois Bilurien                   |
| 72225      | 72610       | Oisseau-le-Petit              | 671                              | 8,60          | 78               | Sillé-le-Guillaume Saint-Paterne | Mamers         | Haute Sarthe Alpes Mancelles          |
| 72226      | 72330       | Oizé                          | 1325                             | 16,91         | 78               | Le Lude Pontvallain | La Flèche      | Pays Fléchois                         |
| 72227      | 72600       | Panon                         | 33                               | 2,37          | 14               | Mamers | Mamers         | Maine Saosnois                        |
| 72228      | 72300       | Parcé-sur-Sarthe              | 1998                             | 40,58         | 49               | Sablé-sur-Sarthe | La Flèche      | Pays Sabolien                         |
| 72229      | 72140       | Parennes                      | 449                              | 14,50         | 31               | Sillé-le-Guillaume | Mamers         | Champagne Conlinoise et Pays de Sillé |
| 72231      | 72250       | Parigné-l’Évêque              | 5367                             | 63,40         | 85               | Changé Le Mans-Est-Campagne | Le Mans        | Sud Est Manceau                       |
| 72230      | 72330       | Parigné-le-Pôlin              | 1038                             | 13,85         | 75               | La Suze-sur-Sarthe | La Flèche      | Val de Sarthe                         |
| 72233      | 72260       | Peray                         | 71                               | 2,45          | 29               | Mamers Marolles-les-Braults | Mamers         | Maine Saosnois                        |
| 72234      | 72140       | Pezé-le-Robert                | 346                              | 16,35         | 21               | Sillé-le-Guillaume | Mamers         | Champagne Conlinoise et Pays de Sillé |
| 72235      | 72170       | Piacé                         | 373                              | 10,12         | 37               | Sillé-le-Guillaume Beaumont-sur-Sarthe | Mamers         | Haute Sarthe Alpes Mancelles          |
| 72236      | 72300       | Pincé                         | 191                              | 5,76          | 33               | Sablé-sur-Sarthe | La Flèche      | Pays Sabolien                         |
| 72237      | 72430       | Pirmil                        | 505                              | 17,40         | 29               | Loué Brûlon | La Flèche      | LBN Communauté                        |
| 72238      | 72600       | Pizieux                       | 74                               | 4,51          | 16               | Mamers | Mamers         | Maine Saosnois                        |
| 72239      | 72350       | Poillé-sur-Vègre              | 597                              | 17,57         | 34               | Loué Brûlon | La Flèche      | LBN Communauté                        |
| 72243      | 72510       | Pontvallain                   | 1614                             | 34,88         | 46               | Le Lude Pontvallain | La Flèche      | Sud Sarthe                            |
| 72244      | 72300       | Précigné                      | 2900                             | 57,85         | 50               | Sablé-sur-Sarthe | La Flèche      | Pays Sabolien                         |
| 72245      | 72400       | Préval                        | 669                              | 7,62          | 88               | La Ferté-Bernard | Mamers         | Pays de l’Huisne Sarthoise            |
| 72246      | 72110       | Prévelles                     | 193                              | 4,81          | 40               | La Ferté-Bernard Tuffé | Mamers         | Pays de l’Huisne Sarthoise            |
| 72248      | 72150       | Pruillé-l’Éguillé             | 808                              | 21,18         | 38               | Montval-sur-Loir Le Grand-Lucé | La Flèche      | Loir-Lucé-Bercé                       |
| 72247      | 72700       | Pruillé-le-Chétif             | 1333                             | 10,30         | 129              | Le Mans-7 Allonnes | Le Mans        | Le Mans Métropole                     |
| 72250      | 72120       | Rahay                         | 160                              | 18,94         | 8                | Saint-Calais | Mamers         | Vallées de la Braye et de l’Anille    |
| 72251      | 72260       | René                          | 390                              | 12,52         | 31               | Mamers Marolles-les-Braults | Mamers         | Maine Saosnois                        |
| 72252      | 72510       | Requeil                       | 1108                             | 13,89         | 80               | Le Lude Pontvallain | La Flèche      | Sud Sarthe                            |
| 72253      | 72210       | Roëzé-sur-Sarthe              | 2546                             | 26,46         | 96               | La Suze-sur-Sarthe | La Flèche      | Val de Sarthe                         |
| 72254      | 72610       | Rouessé-Fontaine              | 263                              | 12,48         | 21               | Sillé-le-Guillaume Saint-Paterne | Mamers         | Haute Sarthe Alpes Mancelles          |
| 72255      | 72140       | Rouessé-Vassé                 | 791                              | 31,49         | 25               | Sillé-le-Guillaume | Mamers         | Champagne Conlinoise et Pays de Sillé |
| 72256      | 72140       | Rouez                         | 808                              | 33,65         | 24               | Sillé-le-Guillaume | Mamers         | Champagne Conlinoise et Pays de Sillé |
| 72257      | 72700       | Rouillon                      | 2352                             | 9,15          | 257              | Le Mans-1 Allonnes | Le Mans        | Le Mans Métropole                     |
| 72259      | 72110       | Rouperroux-le-Coquet          | 270                              | 12,07         | 22               | Bonnétable | Mamers         | Maine Saosnois                        |
| 72260      | 72230       | Ruaudin                       | 3492                             | 13,78         | 253              | Écommoy Le Mans-Sud-Est | Le Mans        | Le Mans Métropole                     |
| 72261      | 72240       | Ruillé-en-Champagne           | 301                              | 14,93         | 20               | Loué Conlie | Mamers         | Champagne Conlinoise et Pays de Sillé |
| 72264      | 72300       | Sablé-sur-Sarthe              | 12.194                           | 36,92         | 330              | Sablé-sur-Sarthe | La Flèche      | Pays Sabolien                         |
| 72265      | 72110       | Saint-Aignan                  | 246                              | 15,13         | 16               | Mamers Marolles-les-Braults | Mamers         | Maine Saosnois                        |
| 72266      | 72130       | Saint-Aubin-de-Locquenay      | 764                              | 17,31         | 44               | Sillé-le-Guillaume Fresnay-sur-Sarthe | Mamers         | Haute Sarthe Alpes Mancelles          |
| 72267      | 72400       | Saint-Aubin-des-Coudrais      | 916                              | 17,42         | 53               | La Ferté-Bernard | Mamers         | Pays de l’Huisne Sarthoise            |
| 72268      | 72220       | Saint-Biez-en-Belin           | 709                              | 9,27          | 76               | Écommoy | Le Mans        | Orée de Bercé-Belinois                |
| 72269      | 72120       | Saint-Calais                  | 2969                             | 22,76         | 130              | Saint-Calais | Mamers         | Vallées de la Braye et de l’Anille    |
| 72270      | 72600       | Saint-Calez-en-Saosnois       | 185                              | 7,19          | 26               | Mamers | Mamers         | Maine Saosnois                        |
| 72271      | 72110       | Saint-Célerin                 | 881                              | 13,47         | 65               | Savigné-l’Évêque Montfort-le-Gesnois | Mamers         | Le Gesnois Bilurien                   |
| 72273      | 72170       | Saint-Christophe-du-Jambet    | 231                              | 11,24         | 21               | Sillé-le-Guillaume Beaumont-sur-Sarthe | Mamers         | Haute Sarthe Alpes Mancelles          |
| 72274      | 72540       | Saint-Christophe-en-Champagne | 214                              | 7,81          | 27               | Loué Brûlon | La Flèche      | LBN Communauté                        |
| 72275      | 72460       | Saint-Corneille               | 1517                             | 11,16         | 136              | Savigné-l’Évêque Montfort-le-Gesnois | Mamers         | Le Gesnois Bilurien                   |
| 72276      | 72110       | Saint-Cosme-en-Vairais        | 1884                             | 32,63         | 58               | Mamers | Mamers         | Maine Saosnois                        |
| 72278      | 72350       | Saint-Denis-d’Orques          | 750                              | 47,17         | 16               | Loué | La Flèche      | LBN Communauté                        |
| 72277      | 72110       | Saint-Denis-des-Coudrais      | 113                              | 7,00          | 16               | La Ferté-Bernard Tuffé | Mamers         | Pays de l’Huisne Sarthoise            |
| 72272      | 72120       | Sainte-Cérotte                | 326                              | 14,36         | 23               | Saint-Calais | Mamers         | Vallées de la Braye et de l’Anille    |
| 72289      | 72380       | Sainte-Jamme-sur-Sarthe       | 1964                             | 8,43          | 233              | Bonnétable Ballon | Le Mans        | Maine Cœur de Sarthe                  |
| 72319      | 72380       | Sainte-Sabine-sur-Longève     | 729                              | 11,82         | 62               | Loué Conlie | Mamers         | Champagne Conlinoise et Pays de Sillé |
| 72279      | 72150       | Saint-Georges-de-la-Couée     | 171                              | 11,68         | 15               | Montval-sur-Loir Le Grand-Lucé | La Flèche      | Loir-Lucé-Bercé                       |
| 72280      | 72700       | Saint-Georges-du-Bois         | 2228                             | 7,23          | 308              | Le Mans-7 Allonnes | Le Mans        | Le Mans Métropole                     |
| 72281      | 72110       | Saint-Georges-du-Rosay        | 450                              | 17,31         | 26               | Bonnétable | Mamers         | Maine Saosnois                        |
| 72282      | 72590       | Saint-Georges-le-Gaultier     | 519                              | 23,36         | 22               | Sillé-le-Guillaume Fresnay-sur-Sarthe | Mamers         | Haute Sarthe Alpes Mancelles          |
| 72283      | 72800       | Saint-Germain-d’Arcé          | 346                              | 29,19         | 12               | Le Lude | La Flèche      | Sud Sarthe                            |
| 72286      | 72120       | Saint-Gervais-de-Vic          | 392                              | 16,03         | 24               | Saint-Calais | Mamers         | Vallées de la Braye et de l’Anille    |
| 72290      | 72380       | Saint-Jean-d’Assé             | 1810                             | 21,29         | 85               | Bonnétable Ballon | Le Mans        | Maine Cœur de Sarthe                  |
| 72291      | 72510       | Saint-Jean-de-la-Motte        | 955                              | 32,03         | 30               | Le Lude Pontvallain | La Flèche      | Sud Sarthe                            |
| 72292      | 72320       | Saint-Jean-des-Échelles       | 225                              | 10,64         | 21               | Saint-Calais Montmirail | Mamers         | Pays de l’Huisne Sarthoise            |
| 72293      | 72430       | Saint-Jean-du-Bois            | 612                              | 14,62         | 42               | La Suze-sur-Sarthe Malicorne-sur-Sarthe | La Flèche      | Val de Sarthe                         |
| 72294      | 72590       | Saint-Léonard-des-Bois        | 474                              | 27,12         | 17               | Sillé-le-Guillaume Fresnay-sur-Sarthe | Mamers         | Haute Sarthe Alpes Mancelles          |
| 72295      | 72600       | Saint-Longis                  | 511                              | 11,22         | 46               | Mamers | Mamers         | Maine Saosnois                        |
| 72296      | 72320       | Saint-Maixent                 | 741                              | 22,48         | 33               | Saint-Calais Montmirail | Mamers         | Pays de l’Huisne Sarthoise            |
| 72297      | 72170       | Saint-Marceau                 | 536                              | 8,91          | 60               | Sillé-le-Guillaume Beaumont-sur-Sarthe | Mamers         | Haute Sarthe Alpes Mancelles          |
| 72299      | 72220       | Saint-Mars-d’Outillé          | 2471                             | 38,04         | 65               | Changé Écommoy | Le Mans        | Sud Est Manceau                       |
| 72300      | 72470       | Saint-Mars-la-Brière          | 2712                             | 34,69         | 78               | Savigné-l’Évêque Montfort-le-Gesnois | Mamers         | Le Gesnois Bilurien                   |
| 72302      | 72400       | Saint-Martin-des-Monts        | 172                              | 5,72          | 30               | La Ferté-Bernard | Mamers         | Pays de l’Huisne Sarthoise            |
| 72303      | 72440       | Saint-Michel-de-Chavaignes    | 740                              | 18,37         | 40               | Saint-Calais Bouloire | Mamers         | Le Gesnois Bilurien                   |
| 72305      | 72130       | Saint-Ouen-de-Mimbré          | 914                              | 10,63         | 86               | Sillé-le-Guillaume Fresnay-sur-Sarthe | Mamers         | Haute Sarthe Alpes Mancelles          |
| 72306      | 72220       | Saint-Ouen-en-Belin           | 1325                             | 15,14         | 88               | Écommoy | Le Mans        | Orée de Bercé-Belinois                |
| 72307      | 72350       | Saint-Ouen-en-Champagne       | 238                              | 11,20         | 21               | Loué Brûlon | La Flèche      | LBN Communauté                        |
| 72308      | 72610       | Saint-Paterne - Le Chevain    | 2090                             | 12,93         | 162              | Mamers Saint-Paterne | Mamers         | Alençon                               |
| 72309      | 72590       | Saint-Paul-le-Gaultier        | 276                              | 15,15         | 18               | Sillé-le-Guillaume Fresnay-sur-Sarthe | Mamers         | Haute Sarthe Alpes Mancelles          |
| 72310      | 72190       | Saint-Pavace                  | 2002                             | 5,16          | 388              | Bonnétable Le Mans-Nord-Campagne | Le Mans        | Maine Cœur de Sarthe                  |
| 72311      | 72500       | Saint-Pierre-de-Chevillé      | 339                              | 11,51         | 29               | Montval-sur-Loir Château-du-Loir | La Flèche      | Loir-Lucé-Bercé                       |
| 72312      | 72430       | Saint-Pierre-des-Bois         | 225                              | 7,54          | 30               | Loué Brûlon | La Flèche      | LBN Communauté                        |
| 72313      | 72600       | Saint-Pierre-des-Ormes        | 212                              | 10,12         | 21               | Mamers | Mamers         | Maine Saosnois                        |
| 72314      | 72150       | Saint-Pierre-du-Lorouër       | 363                              | 16,55         | 22               | Montval-sur-Loir Le Grand-Lucé | La Flèche      | Loir-Lucé-Bercé                       |
| 72315      | 72140       | Saint-Rémy-de-Sillé           | 832                              | 11,25         | 74               | Sillé-le-Guillaume | Mamers         | Champagne Conlinoise et Pays de Sillé |
| 72316      | 72600       | Saint-Rémy-des-Monts          | 705                              | 10,12         | 70               | Mamers | Mamers         | Maine Saosnois                        |
| 72317      | 72600       | Saint-Rémy-du-Val             | 498                              | 16,54         | 30               | Mamers | Mamers         | Maine Saosnois                        |
| 72320      | 72650       | Saint-Saturnin                | 2773                             | 9,66          | 287              | Le Mans-2 Le Mans-Nord-Ouest | Le Mans        | Le Mans Métropole                     |
| 72321      | 72240       | Saint-Symphorien              | 499                              | 22,49         | 22               | Loué Conlie | Mamers         | Champagne Conlinoise et Pays de Sillé |
| 72322      | 72320       | Saint-Ulphace                 | 223                              | 15,98         | 14               | Saint-Calais Montmirail | Mamers         | Pays de l’Huisne Sarthoise            |
| 72323      | 72130       | Saint-Victeur                 | 438                              | 7,06          | 62               | Sillé-le-Guillaume Fresnay-sur-Sarthe | Mamers         | Haute Sarthe Alpes Mancelles          |
| 72324      | 72600       | Saint-Vincent-des-Prés        | 503                              | 10,51         | 48               | Mamers | Mamers         | Maine Saosnois                        |
| 72325      | 72150       | Saint-Vincent-du-Lorouër      | 822                              | 26,96         | 30               | Montval-sur-Loir Le Grand-Lucé | La Flèche      | Loir-Lucé-Bercé                       |
| 72326      | 72600       | Saosnes                       | 218                              | 11,25         | 19               | Mamers | Mamers         | Maine Saosnois                        |
| 72327      | 72360       | Sarcé                         | 268                              | 10,99         | 24               | Le Lude Mayet | La Flèche      | Sud Sarthe                            |
| 72328      | 72190       | Sargé-lès-le-Mans             | 3865                             | 13,85         | 279              | Changé Le Mans-Est-Campagne | Le Mans        | Le Mans Métropole                     |
| 72329      | 72460       | Savigné-l’Évêque              | 4042                             | 28,48         | 142              | Savigné-l’Évêque Le Mans-Est-Campagne | Mamers         | Le Gesnois Bilurien                   |
| 72330      | 72800       | Savigné-sous-le-Lude          | 447                              | 33,84         | 13               | Le Lude | La Flèche      | Sud Sarthe                            |
| 72331      | 72160       | Sceaux-sur-Huisne             | 584                              | 11,76         | 50               | La Ferté-Bernard Tuffé | Mamers         | Pays de l’Huisne Sarthoise            |
| 72332      | 72170       | Ségrie                        | 599                              | 21,99         | 27               | Sillé-le-Guillaume Beaumont-sur-Sarthe | Mamers         | Haute Sarthe Alpes Mancelles          |
| 72333      | 72390       | Semur-en-Vallon               | 432                              | 15,13         | 29               | Saint-Calais Vibraye | Mamers         | Vallées de la Braye et de l’Anille    |
| 72334      | 72140       | Sillé-le-Guillaume            | 2192                             | 12,90         | 170              | Sillé-le-Guillaume | Mamers         | Champagne Conlinoise et Pays de Sillé |
| 72335      | 72460       | Sillé-le-Philippe             | 1080                             | 10,60         | 102              | Savigné-l’Évêque Montfort-le-Gesnois | Mamers         | Le Gesnois Bilurien                   |
| 72336      | 72300       | Solesmes                      | 1229                             | 11,53         | 107              | Sablé-sur-Sarthe | La Flèche      | Pays Sabolien                         |
| 72337      | 72130       | Sougé-le-Ganelon              | 832                              | 18,11         | 46               | Sillé-le-Guillaume Fresnay-sur-Sarthe | Mamers         | Haute Sarthe Alpes Mancelles          |
| 72338      | 72380       | Souillé                       | 822                              | 4,57          | 180              | Bonnétable Ballon | Le Mans        | Maine Cœur de Sarthe                  |
| 72339      | 72210       | Souligné-Flacé                | 646                              | 16,49         | 39               | La Suze-sur-Sarthe | La Flèche      | Val de Sarthe                         |
| 72340      | 72290       | Souligné-sous-Ballon          | 1237                             | 12,76         | 97               | Bonnétable Ballon | Le Mans        | Maine Cœur de Sarthe                  |
| 72341      | 72370       | Soulitré                      | 604                              | 10,99         | 55               | Savigné-l’Évêque Montfort-le-Gesnois | Mamers         | Le Gesnois Bilurien                   |
| 72342      | 72400       | Souvigné-sur-Même             | 160                              | 6,28          | 25               | La Ferté-Bernard | Mamers         | Pays de l’Huisne Sarthoise            |
| 72343      | 72300       | Souvigné-sur-Sarthe           | 606                              | 17,06         | 36               | Sablé-sur-Sarthe | La Flèche      | Pays Sabolien                         |
| 72344      | 72700       | Spay                          | 2821                             | 14,22         | 198              | La Suze-sur-Sarthe | La Flèche      | Val de Sarthe                         |
| 72345      | 72370       | Surfonds                      | 339                              | 4,85          | 70               | Savigné-l’Évêque Montfort-le-Gesnois | Mamers         | Le Gesnois Bilurien                   |
| 72347      | 72430       | Tassé                         | 289                              | 10,77         | 27               | Loué Brûlon | La Flèche      | LBN Communauté                        |
| 72348      | 72540       | Tassillé                      | 132                              | 6,46          | 20               | Loué | La Flèche      | LBN Communauté                        |
| 72349      | 72290       | Teillé                        | 521                              | 11,54         | 45               | Bonnétable Ballon | Le Mans        | Maine Cœur de Sarthe                  |
| 72350      | 72220       | Teloché                       | 3043                             | 22,79         | 134              | Écommoy | Le Mans        | Orée de Bercé-Belinois                |
| 72351      | 72240       | Tennie                        | 1017                             | 33,13         | 31               | Loué Conlie | Mamers         | Champagne Conlinoise et Pays de Sillé |
| 72352      | 72110       | Terrehault                    | 143                              | 5,73          | 25               | Bonnétable | Mamers         | Maine Saosnois                        |
| 72353      | 72320       | Théligny                      | 215                              | 14,31         | 15               | La Ferté-Bernard | Mamers         | Pays de l’Huisne Sarthoise            |
| 72354      | 72260       | Thoigné                       | 165                              | 7,31          | 23               | Mamers Marolles-les-Braults | Mamers         | Maine Saosnois                        |
| 72355      | 72610       | Thoiré-sous-Contensor         | 119                              | 5,99          | 20               | Sillé-le-Guillaume Saint-Paterne | Mamers         | Haute Sarthe Alpes Mancelles          |
| 72356      | 72500       | Thoiré-sur-Dinan              | 398                              | 17,72         | 22               | Montval-sur-Loir Château-du-Loir | La Flèche      | Loir-Lucé-Bercé                       |
| 72357      | 72800       | Thorée-les-Pins               | 741                              | 28,18         | 26               | La Flèche Le Lude | La Flèche      | Pays Fléchois                         |
| 72358      | 72160       | Thorigné-sur-Dué              | 1653                             | 18,99         | 87               | Saint-Calais Bouloire | Mamers         | Le Gesnois Bilurien                   |
| 72359      | 72110       | Torcé-en-Vallée               | 1412                             | 16,86         | 84               | Savigné-l’Évêque Montfort-le-Gesnois | Mamers         | Le Gesnois Bilurien                   |
| 72360      | 72650       | Trangé                        | 1639                             | 11,11         | 148              | Le Mans-7 Le Mans-Nord-Ouest | Le Mans        | Le Mans Métropole                     |
| 72361      | 72440       | Tresson                       | 510                              | 29,22         | 17               | Saint-Calais Bouloire | Mamers         | Le Gesnois Bilurien                   |
| 72363      | 72160       | Tuffé Val de la Chéronne      | 1669                             | 29,16         | 57               | La Ferté-Bernard Tuffé | Mamers         | Pays de l’Huisne Sarthoise            |
| 72364      | 72500       | Vaas                          | 1383                             | 30,14         | 46               | Le Lude Mayet | La Flèche      | Sud Sarthe                            |
| 72128      | 72120       | Val d’Étangson                | 526                              | 31,31         | 17               | Saint-Calais | Mamers         | Vallées de la Braye et de l’Anille    |
| 72382      | 72440       | Val-de-la-Hune                | 1526                             | 41,62         | 37               | Saint-Calais Bouloire | Mamers         | Le Gesnois Bilurien                   |
| 72366      | 72320       | Valennes                      | 304                              | 26,70         | 11               | Saint-Calais Vibraye | Mamers         | Vallées de la Braye et de l’Anille    |
| 72367      | 72540       | Vallon-sur-Gée                | 778                              | 17,15         | 45               | Loué | La Flèche      | LBN Communauté                        |
| 72368      | 72310       | Vancé                         | 287                              | 12,47         | 23               | Saint-Calais | Mamers         | Vallées de la Braye et de l’Anille    |
| 72369      | 72360       | Verneil-le-Chétif             | 586                              | 14,81         | 40               | Le Lude Mayet | La Flèche      | Sud Sarthe                            |
| 72370      | 72170       | Vernie                        | 339                              | 9,90          | 34               | Sillé-le-Guillaume Beaumont-sur-Sarthe | Mamers         | Haute Sarthe Alpes Mancelles          |
| 72372      | 72600       | Vezot                         | 77                               | 6,35          | 12               | Mamers | Mamers         | Maine Saosnois                        |
| 72373      | 72320       | Vibraye                       | 2508                             | 43,62         | 57               | Saint-Calais Vibraye | Mamers         | Vallées de la Braye et de l’Anille    |
| 72374      | 72600       | Villaines-la-Carelle          | 137                              | 14,70         | 9                | Mamers | Mamers         | Maine Saosnois                        |
| 72375      | 72400       | Villaines-la-Gonais           | 517                              | 10,34         | 50               | La Ferté-Bernard | Mamers         | Pays de l’Huisne Sarthoise            |
| 72376      | 72150       | Villaines-sous-Lucé           | 651                              | 25,46         | 26               | Montval-sur-Loir Le Grand-Lucé | La Flèche      | Loir-Lucé-Bercé                       |
| 72377      | 72270       | Villaines-sous-Malicorne      | 1035                             | 19,16         | 54               | La Flèche Malicorne-sur-Sarthe | La Flèche      | Pays Fléchois                         |
| 72137      | 72600       | Villeneuve-en-Perseigne       | 2189                             | 86,70         | 25               | Mamers La Fresnaye-sur-Chédouet | Mamers         | Alençon                               |
| 72378      | 72300       | Vion                          | 1383                             | 20,04         | 69               | Sablé-sur-Sarthe | La Flèche      | Pays Sabolien                         |
| 72379      | 72350       | Viré-en-Champagne             | 203                              | 11,48         | 18               | Loué Brûlon | La Flèche      | LBN Communauté                        |
| 72380      | 72170       | Vivoin                        | 899                              | 18,26         | 49               | Sillé-le-Guillaume Beaumont-sur-Sarthe | Mamers         | Haute Sarthe Alpes Mancelles          |
| 72381      | 72210       | Voivres-lès-le-Mans           | 1350                             | 11,44         | 118              | La Suze-sur-Sarthe | La Flèche      | Val de Sarthe                         |
| 72383      | 72160       | Vouvray-sur-Huisne            | 131                              | 3,34          | 39               | La Ferté-Bernard Tuffé | Mamers         | Pays de l’Huisne Sarthoise            |
| 72386      | 72530       | Yvré-l’Évêque                 | 4187                             | 27,61         | 152              | Changé Le Mans-Est-Campagne | Le Mans        | Le Mans Métropole                     |
| 72385      | 72330       | Yvré-le-Pôlin                 | 1734                             | 21,84         | 79               | Le Lude Pontvallain | La Flèche      | Sud Sarthe                            |

## Veränderungen im Gemeindebestand seit 2015

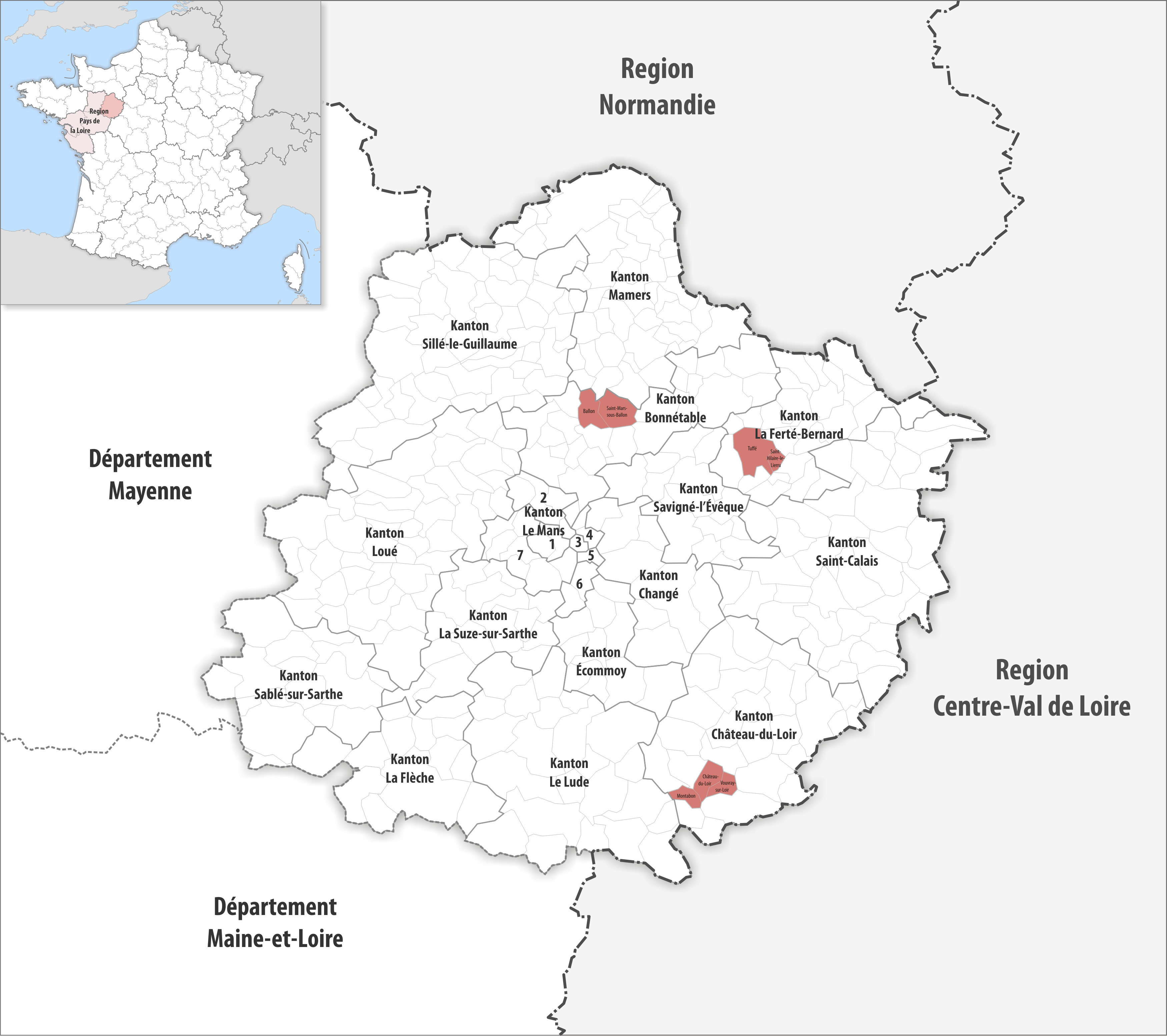
Gemeinden bis 2015
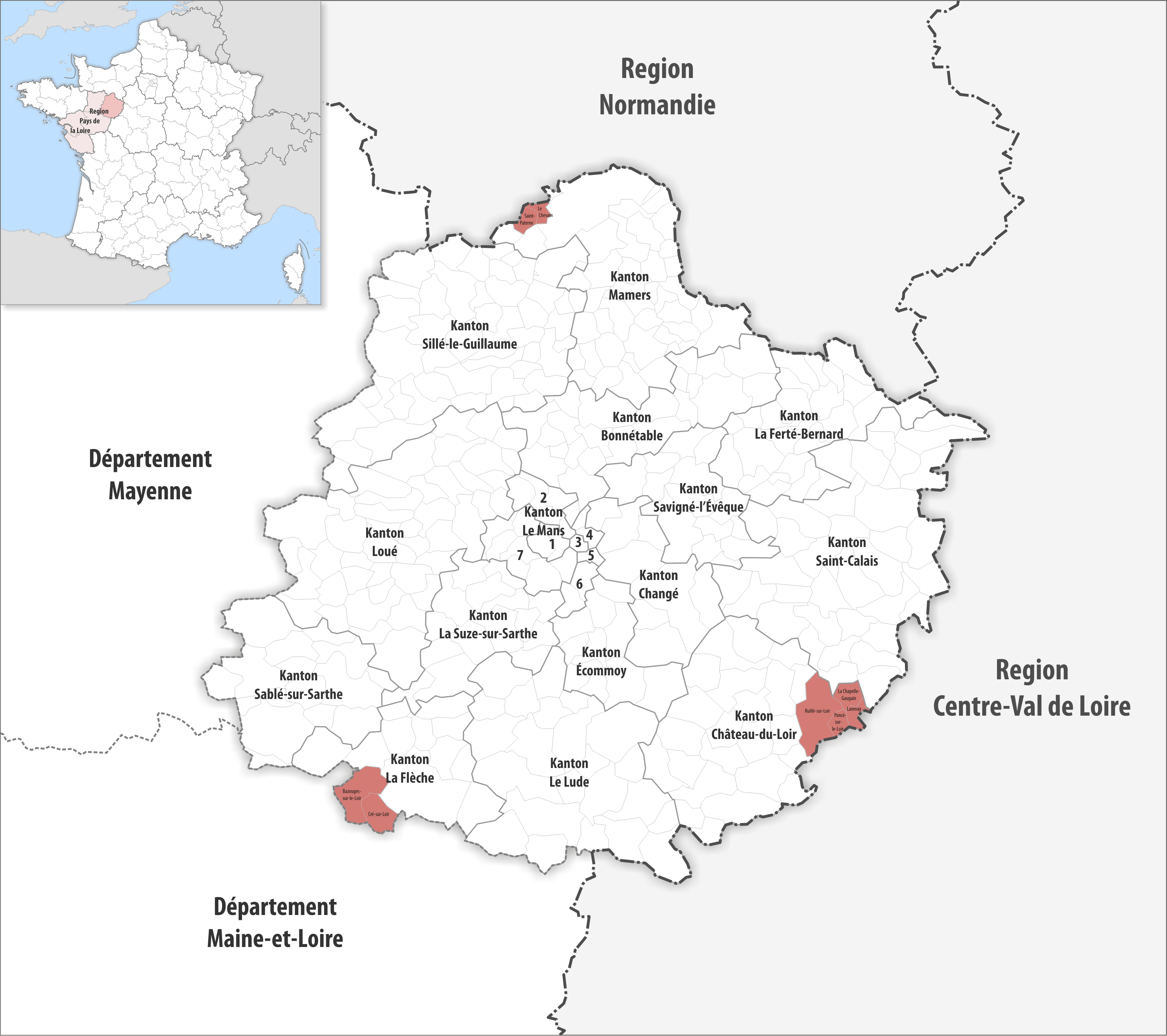
Gemeinden bis 2016
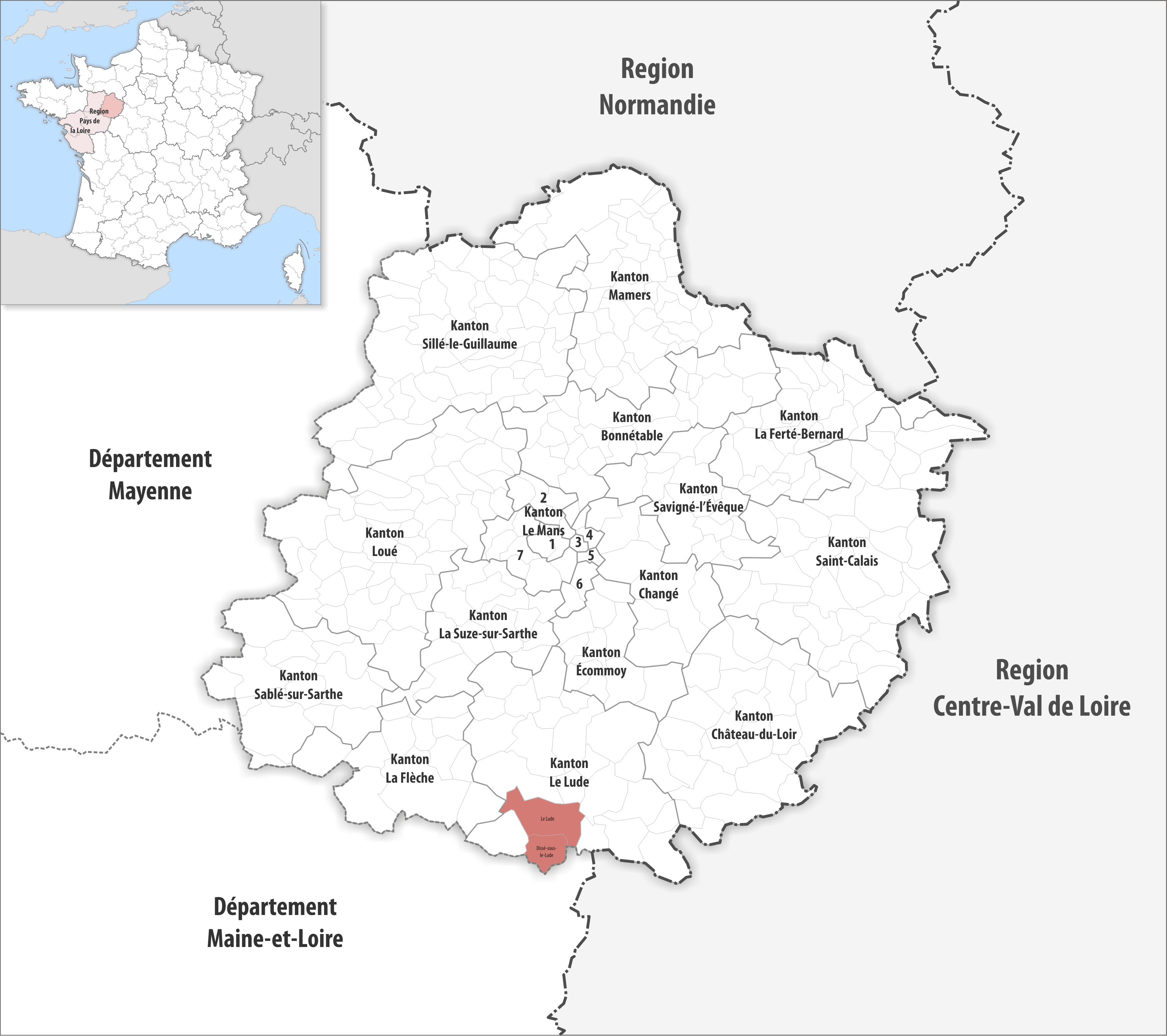
Gemeinden bis 2017
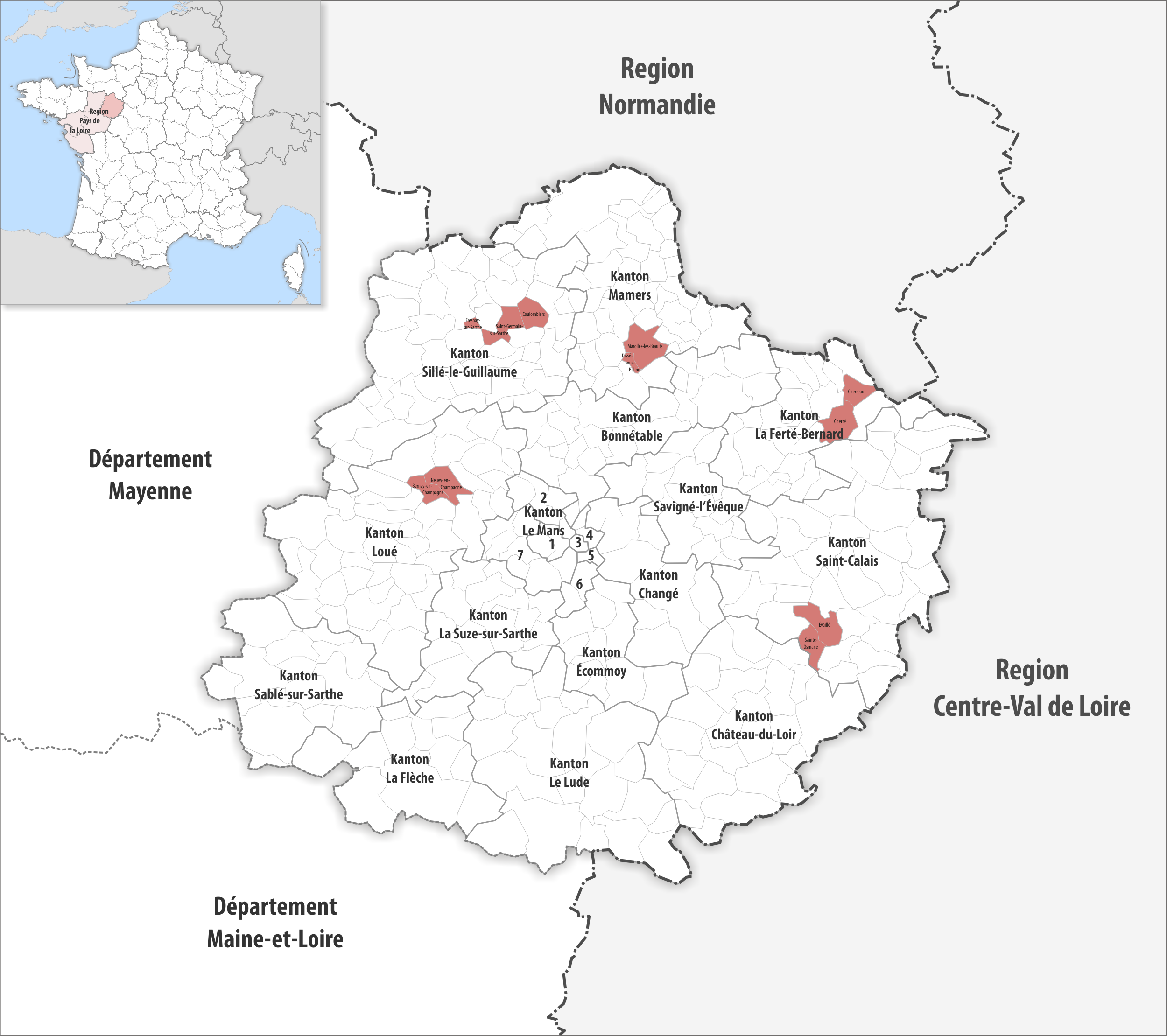
Gemeinden bis 2018
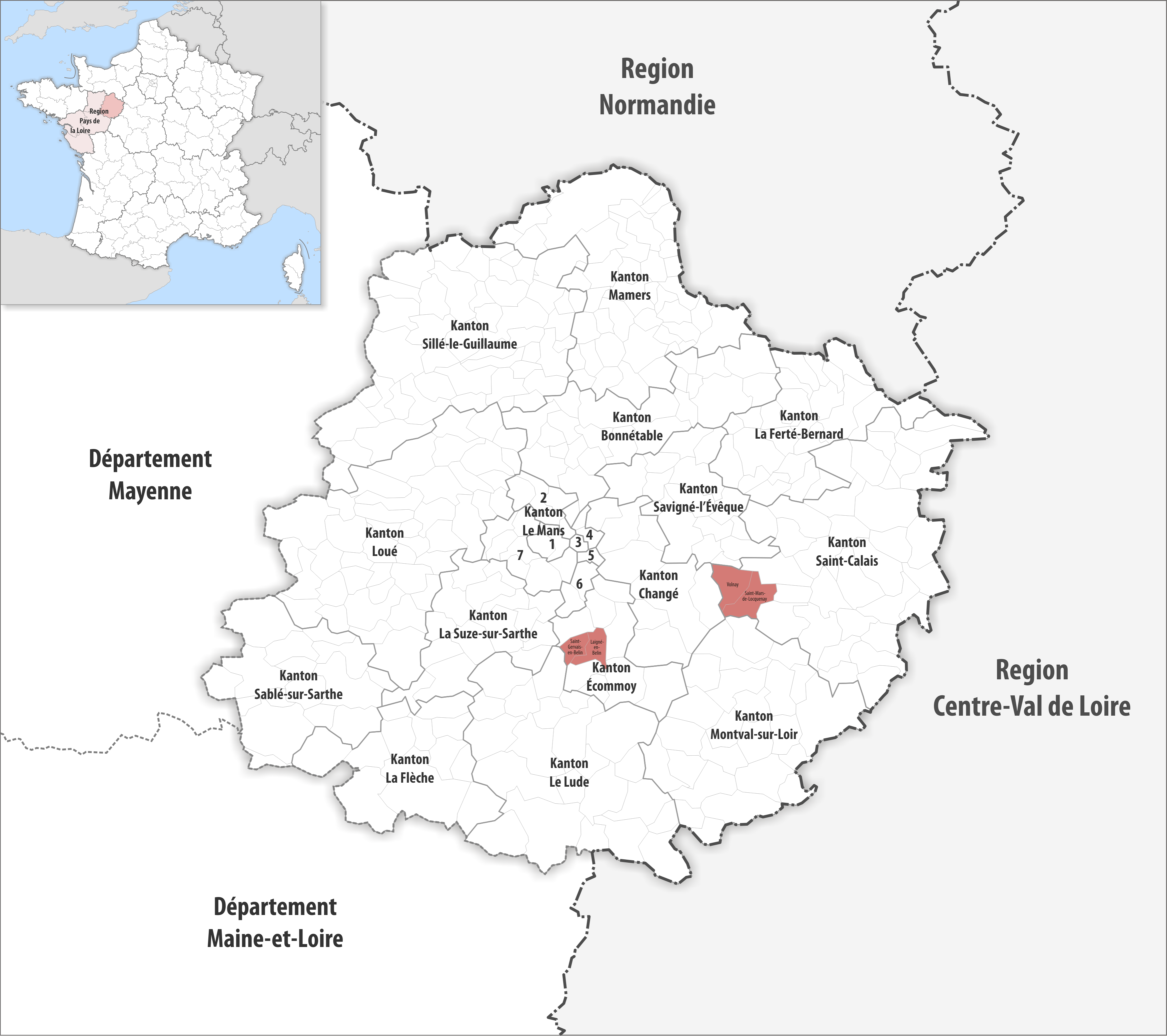
Gemeinden bis 2024

2025:
- Fusion Laigné-en-Belin und Saint-Gervais-en-Belin → Laigné-Saint-Gervais
- Fusion Saint-Mars-de-Locquenay und Volnay → Val-de-la-Hune

2019:
- Fusion Neuvy-en-Champagne und Bernay-en-Champagne → Bernay-Neuvy-en-Champagne
- Fusion Cherré und Cherreau → Cherré-Au
- Fusion Fresnay-sur-Sarthe, Coulombiers und Saint-Germain-sur-Sarthe → Fresnay-sur-Sarthe
- Fusion Marolles-les-Braults und Dissé-sous-Ballon → Marolles-les-Braults
- Fusion Évaillé und Sainte-Osmane → Val d’Étangson

2018:
- Fusion von Dissé-sous-le-Lude und Le Lude → Le Lude

2017:
- Fusion von Bazouges-sur-le-Loir und Cré-sur-Loir → Bazouges Cré sur Loir
- La Chapelle-Gaugain, Lavenay, Poncé-sur-le-Loir und Ruillé-sur-Loir → Loir en Vallée
- Le Chevain und Saint-Paterne → Saint-Paterne - Le Chevain

2016: 
- Ballon und Saint-Mars-sous-Ballon → Ballon-Saint Mars
- Château-du-Loir, Montabon und Vouvray-sur-Loir → Montval-sur-Loir
- Saint-Hilaire-le-Lierru und Tuffé → Tuffé Val de la Chéronne